# Ptilonyssus
Ptilonyssus é um género de ácaros pertencente a família Rhinonyssidae.

## Espécies
Ptilonyssus Berlese & Trouessart, 1889
- Ptilonyssus acanthopneustes Stanyukovich & Butenko, 2003
- Ptilonyssus acrocephali Fain, 1964
- Ptilonyssus ailuroedi Domrow, 1964
- Ptilonyssus ammomani Stanyukovich & Butenko, 2003
- Ptilonyssus angrensis (De Castro, 1948)
- Ptilonyssus anthi Stanyukovich & Butenko, 2003
- Ptilonyssus astridae Fain, 1956
- Ptilonyssus balimoensis Sakakibara, 1968
- Ptilonyssus bradypteri (Fain, 1962)
- Ptilonyssus buloloensis Sakakibara, 1968
- Ptilonyssus capitatus (Strandtmann, 1956)
- Ptilonyssus cerchneis Fain, 1957
- Ptilonyssus cinnyris Zumpt & Till, 1955
- Ptilonyssus colluricinclae Domrow, 1964
- Ptilonyssus condylocoxa Fain & Lukoschus, 1979
- Ptilonyssus conopophilae Fain & Lukoschus, 1979
- Ptilonyssus corcoracis Domrow, 1969
- Ptilonyssus cractici Domrow, 1964
- Ptilonyssus cyanosylviae Stanyukovich & Butenko, 2003
- Ptilonyssus diadori Butenko & Lavrovskaya, 1980
- Ptilonyssus dicaei Domrow, 1966
- Ptilonyssus dicruri Fain, 1956
- Ptilonyssus dioptrornis Fain, 1956
- Ptilonyssus dolicaspis Feider & Mironescu, 1980
- Ptilonyssus domrowi Feider & Mironescu, 1980
- Ptilonyssus echinatus Berlese & Trouessart, 1889
- Ptilonyssus emberizae Fain, 1956
- Ptilonyssus eremophilae Butenko & Lavrovskaya, 1980
- Ptilonyssus euroturdi Fain & Hyland, 1963
- Ptilonyssus gerygonae Domrow, 1969
- Ptilonyssus gilcolladoi Ubeda, Rodriguez, Guevara & Rojas, 1989
- Ptilonyssus gliciphilae Domrow, 1966
- Ptilonyssus grallinae Domrow, 1964
- Ptilonyssus hirsti (Castro & Periera, 1947)
- Ptilonyssus hiyodori Kadosaka, Kaneko & Asanuma, 1987
- Ptilonyssus hoffmannae Luz-Zamudio, 1984
- Ptilonyssus isakovae Butenko & Lavrovskaya, 1983
- Ptilonyssus lymozemae Domrow, 1965
- Ptilonyssus macclurei Fain, 1963
- Ptilonyssus maluri Domrow, 1965
- Ptilonyssus meliphagae Domrow, 1964
- Ptilonyssus microecae Domrow, 1966
- Ptilonyssus monarchae Domrow, 1969
- Ptilonyssus montifringillae Butenko & Lavrovskaya, 1983
- Ptilonyssus motacillae Fain, 1956
- Ptilonyssus muscicapae Bregetova, 1970
- Ptilonyssus muscicapoides Butenko & Lavrovskij, 1980
- Ptilonyssus myzanthae Domrow, 1964
- Ptilonyssus myzomelae Domrow, 1965
- Ptilonyssus neochmiae Domrow, 1969
- Ptilonyssus nudus Berlese & Trouessart, 1889
- Ptilonyssus orthonychus Domrow, 1969
- Ptilonyssus pentagonicus Fain & Lukoschus, 1979
- Ptilonyssus philemoni Domrow, 1964
- Ptilonyssus phylloscopi Fain, 1962
- Ptilonyssus pittae Domrow, 1964
- Ptilonyssus psaltriparus Spicer, 1978
- Ptilonyssus pseudothymanzae Fain & Lukoschus, 1979
- Ptilonyssus psophodae Domrow, 1964
- Ptilonyssus ptyonoprognes Butenko & Lavrovskaya, 1983
- Ptilonyssus pyrrhulinus Stanyukovich & Butenko, 2003
- Ptilonyssus radovskyi Feider & Mironescu, 1980
- Ptilonyssus rhipidurae Domrow, 1966
- Ptilonyssus ripariae Stanyukovich & Butenko, 2003
- Ptilonyssus ruandae Fain, 1956
- Ptilonyssus sairae Castro, 1948
- Ptilonyssus schumili Butenko & Lavrovskaya, 1980
- Ptilonyssus setosae Domrow, 1969
- Ptilonyssus sittae Fain, 1965
- Ptilonyssus sphecotheris Domrow, 1964
- Ptilonyssus spini Stanyukovich & Butenko, 2003
- Ptilonyssus stomioperae Domrow, 1966
- Ptilonyssus struthideae Domrow, 1969
- Ptilonyssus sturnopastoris Fain, 1963
- Ptilonyssus sylviicola Stanyukovich & Butenko, 2003
- Ptilonyssus terpsiphonei Fain, 1956
- Ptilonyssus thymanzae Domrow, 1964
- Ptilonyssus trouessarti (Hirst, 1921)